# White Ribbon

Weiße Schleife

Die White-Ribbon-Kampagne ist eine internationale Männerbewegung, die sich für die Beendigung der Männergewalt in Beziehungen, sprich gegen häusliche Gewalt von Männern einsetzt. Die Kampagne wurde im Jahr 1991 in Toronto in Kanada vom späteren Vorsitzenden der Neuen Demokratischen Partei, Jack Layton, mit ins Leben gerufen. Die White-Ribbon-Kampagne will einen Beitrag zur Eindämmung der alltäglichen Gewalt von Männern in Paarbeziehungen leisten. Dafür betreibt die Kampagne Bewusstseinsarbeit in der Öffentlichkeit.
Das Symbol und Zeichen der Kampagne ist eine weiße Schleife – engl. White Ribbon –, die von möglichst vielen Männern sichtbar getragen werden soll. Männer fordern damit andere Männer auf:
- keine Gewalt gegen Frauen auszuüben;
- ihre Haltung „Stoppt die Männergewalt“ öffentlich zu zeigen;
- sich für ein gewaltfreies Männlichkeitsbild und für Geschlechterdemokratie zu engagieren.

Die White-Ribbon-Kampagne setzt sich zum Ziel, Männer dafür zu gewinnen, Teil der Lösung des Problems der Männergewalt zu werden. Dafür betreibt die Kampagne verschiedene Projekte im öffentlichen Raum (Plakate, Homepage, Vorträge, Workshops zur Bubenarbeit, Diskussionen, Benefizarbeit u. v. m.).
In Österreich ist sie seit dem Jahr 2000 aktiv.
2014 wurde von der Männerrechtsorganisation a voice for men die Plattform whiteribbon.org zur Bekämpfung von und Information über häusliche Gewalt gegründet und unter die Leitung von Erin Pizzey gestellt, die 1971 eine der Gründerinnen des ersten Frauenhauses in London war und international als Expertin zum Thema häusliche Gewalt anerkannt ist.
Die Gründung dieser Plattform wurde von den nationalen White-Ribbon-Kampagnen kontrovers aufgenommen, da damit die Fokussierung auf Gewalt gegen Frauen verlassen und häusliche Gewalt gegen beide Geschlechter thematisiert wurde.
In Deutschland wird ein weißes Band auch als Friedenszeichen benutzt. Im Zusammenhang mit dem Irakkrieg 2003 forderten die beiden Träger des Aachener Friedenspreises Heiko Kauffmann und Bernhard Nolz die Menschen zum Tragen des Weißen Friedensbandes auf. Bei der Demonstration gegen den Irakkrieg am 15. Februar 2003 trugen mehrere Tausend Menschen eine weiße Schleife.

## Weitere Schleifen
- Gelbe Schleife – Solidarität
- Rote Schleife – HIV, Aids
- Rosa Schleife – Brustkrebs
- Übersicht über Solidaritätsschleifen